# 대천시
대천시(大川市)는 보령시 동 지역에 있던 시이다. 보령시의 중앙부를 중심으로 있던 도시로 1962년에 보령군 대천면에서 읍으로 승격되고 1986년에 대천시로 승격되면서 보령군에서 분리되었다.  
대천이라는 이름은 큰 하천이라는 뜻으로 대천천(大川川)에서 그 이름이 온 것이며, 해당 하천과 대천동에 그 이름이 남아있다. 
1995년 1월에 보령군과 통합하면서 폐지되었고 옛 대천시 일대는 보령시 대천동으로 변경되었다.

## 연혁
- 1962년 : 보령군 대천면에서 대천읍으로 승격.
- 1986년 : 대천읍이 시로 승격되어서 보령군에서 분리.
- 1995년 : 대천시와 보령군이 통합하여서 보령시로 출범.